# Silvana Koch-Mehrin

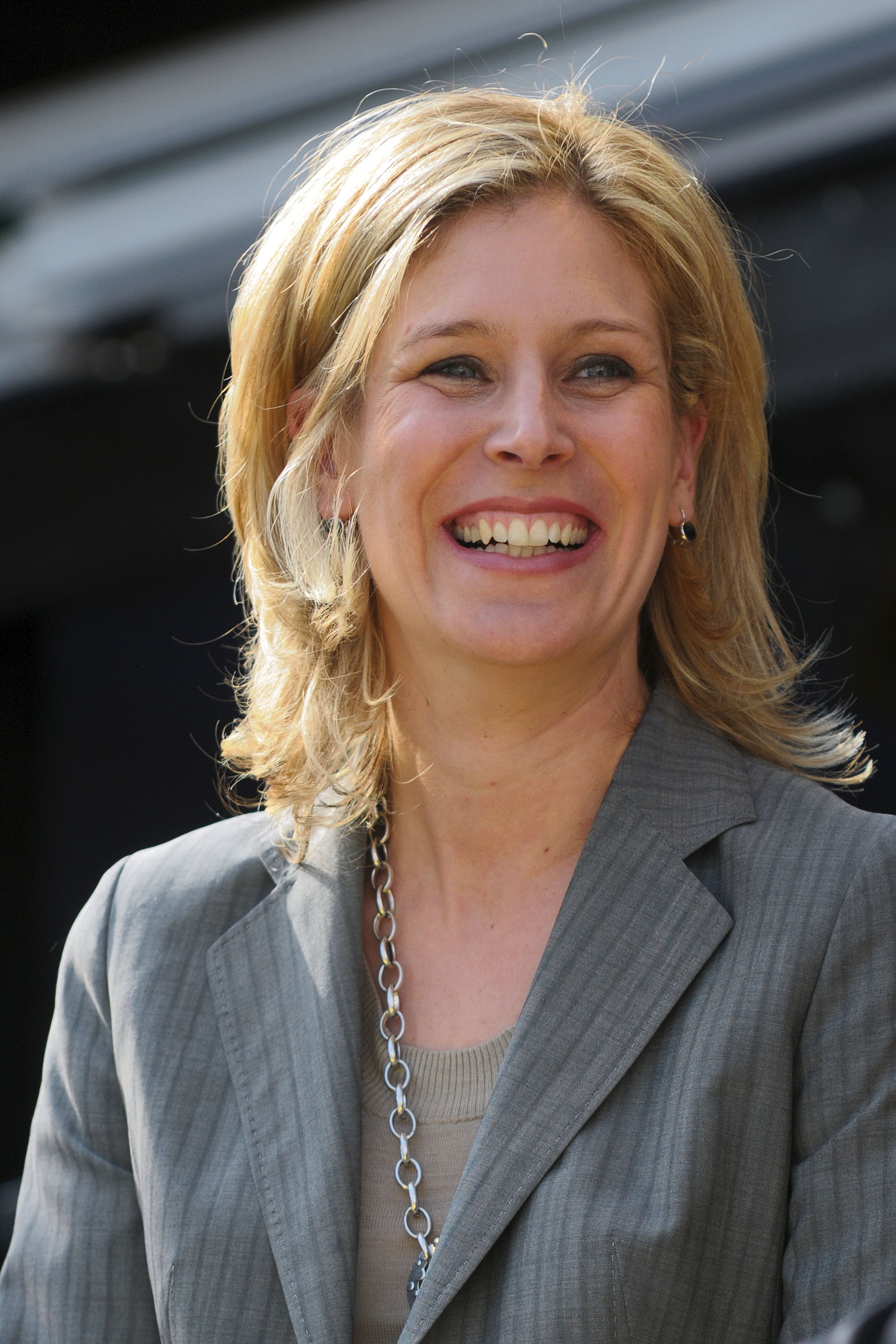
Silvana Koch-Mehrin (2009)

Silvana Koch-Mehrin (n. 17 noiembrie 1970, Wuppertal, RFG) este un om politic german, membră a Parlamentului European din 2004 din partea Germaniei. Ea face parte din Partidul Liberal German, FDP. Până în mai 2011 a fost vicepreședinte al Parlamentului European și șefa grupului de parlamentari liberali germani (FDP) la UE. A deținut până în 2011 titlul de doctor, care i-a fost revocat în iunie 2011 de Universitatea Heidelberg.

## Acuzația de plagiat
Asemeni lucrărilor de doctorat ale lui Karl-Theodor zu Guttenberg și Jorgo Chatzimarkakis, lucrarea de doctorat a Silvanei Koch-Mehrin a fost analizată prin procedura intitulată Vroni Plag Wiki și ca urmare Mehrin-Koch a fost acuzată de plagiat. În urma acuzației, în  mai 2011 politiciana a renunțat la funcțiile politice deținute în partid, dar nu și la mandatul de europarlamentar german. Pe 15 iunie 2011, Universitatea din Heidelberg a făcut cunoscută anularea titlului de Doctor al Silvanei Koch-Mehrin, din motive de plagiat masiv.